# Рефік Шабанаджович
Рефік Шабанаджович (серб. Рефик Шабанаџовић, босн. Refik Šabanadžović; 2 серпня 1965; Тузі, Югославія) — югославськийфутболіст, захисник. Захищав кольори національної збірної Югославії, у складі якої брав участь на чемпіонаті світу 1990. Розпочав кар'єру у команді «Дечіч», досі вважається найвидатнішим гравцем в історії цього клубу. На професійному рівні виступав за команди ОФК Тітоград, «Желєзнічар», «Црвена Звєзда», АЕК, «Олімпіакос» та «Канзас-Сіті Візердз».

## Кар'єра
Футбольну кар'єру Шабанаджовіч почав у чорногорському клубі «Дечіч». Згодом на гравця звернули увагу скаути ОФК Тітоград і запропонували контракт. Перед початком сезону 1983—84 Шабанаджович перейшов до «Желєзнічара», у складі якого став одним із найкращих югославських захисників під керівництвом Івіци Осіма. Разом Шабанаджовічем «Желєзничар» провів свою найуспішнішу європейську кампанію, дійшовши до півфіналу Кубка УЄФА у сезоні 1984—85.
Провівши чотири сезони за боснійський клуб, Шабанаджович перейшов до «Црвени Звєзди». Разом із «Црвеною Звєздою» тричі виграв національний чемпіонат і став володарем Кубок Югославії, але найбільшим досягненням у всій кар'єрі футболіста стала перемога у Кубку Європейських чемпіонів 1990—91.
У 1991 році Шабанаджовіч підписав контракт із клубом Альфа Етнікі АЕК. За АЕК грав під керівництом Душана Баєвіча і разом з командою виграв три поспіль національні чемпіонати (1992, 1993 і 1994). У 1996 році перейшов до «Олімпіакоса», в якому також грав під керівництом Душана Баєвича до 1997.
Взимку 1998 року Шабанаджовіч за порадою свого співвітчизника і друга Прекі Радосавлєвича підписав контракт із клубом МЛС «Канзас-Сіті Візердз». У МЛС відіграв дав сезони, після чого заверши кар'єру гравця у наприкінці 1999 року.

## Статистика
| Сезон   | Клуб                | Країна        | Ліга         | Матчі | Голи |
| ------- | ------------------- | ------------- | ------------ | ----- | ---- |
| 1982—83 | ОФК Тітоград        | СФР Югославія | Друга Ліга   | 23    | 1    |
| 1983—84 | Желєзнічар          | СФР Югославія | Перша Ліга   | 19    | 0    |
| 1984—85 | Желєзнічар          | СФР Югославія | Перша Ліга   | 33    | 0    |
| 1985—86 | Желєзнічар          | СФР Югославія | Перша Ліга   | 30    | 0    |
| 1986—87 | Желєзнічар          | СФР Югославія | Перша Ліга   | ?     | ?    |
| 1987—88 | Црвена Звєзда       | СФР Югославія | Перша Ліга   | 11    | 0    |
| 1988—89 | Црвена Звєзда       | СФР Югославія | Перша Ліга   | 14    | 2    |
| 1989—90 | Црвена Звєзда       | СФР Югославія | Перша Ліга   | 11    | 0    |
| 1990—91 | Црвена Звєзда       | СФР Югославія | Перша Ліга   | 26    | 0    |
| 1991—92 | АЕК                 | Греція        | Альфа Етнікі | 31    | 1    |
| 1992—93 | АЕК                 | Греція        | Альфа Етнікі | 31    | 1    |
| 1993—94 | АЕК                 | Греція        | Альфа Етнікі | 24    | 0    |
| 1994—95 | АЕК                 | Греція        | Альфа Етнікі | 28    | 0    |
| 1995—96 | АЕК                 | Греція        | Альфа Етнікі | 29    | 3    |
| 1996—97 | Олімпіакос          | Греція        | Альфа Етнікі | 23    | 0    |
| 1997—98 | Олімпіакос          | Греція        | Альфа Етнікі | 2     | 0    |
| 1998    | Канзас-Сіті Візердз | США           | МЛС          | 21    | 0    |
| 1998    | Канзас-Сіті Візердз | США           | МЛС          | 6     | 0    |
|         | Всього:             | Всього:       | Всього:      | ?     | ?    |

## Кар'єра в збірній
Шабанаджовіч дебютував у складі національної збірної Югославії 29 жовтня 1986 року у кваліфікаційному матчі чемпіонату Європи 1988 проти Туреччини, в якому Югославія перемогла із рахунком 4:0. Шабанаджовіч виступав у складі збірної на чемпіонаті світу 1990 в Італії. На мундіалі був гравцем основного складу і зіграв у чотирьох поєдинках команди: проти Колумбії (1:0), проти ОАЕ (4:1), у 1/8 проти Іспанії (2:1) і у 1/4 проти Аргентини (0:0, 2:3 у серії післяматчевих пенальті). Загалом за збірну провів 8 поєдинків.

## Нагороди та досягнення
- «Црвена Звєзда»
  -  Кубок Європейських чемпіонів (1): 1990—91
  - Перша Ліга (2): 1989-90, 1990-91
  - Кубок Югославії (1): 1989-90
- АЕК
  - Альфа Етнікі (3): 1991—92, 1992—93, 1993—94
  - Кубок Греції (1): 1995—96
- «Олімпіакос»
  - Альфа Етнікі (2): 1996—97, 1997—98